# Diecéze spišská
Diecéze spišská byla založena v roce 1776. Má rozlohu 7 802 km² a spolu s arcidiecézí košickou a diecézí rožnavskou tvoří slovenskou východní provincii. Dne 4. srpna 2011 byl diecézním biskupem jmenován jeden ze dvou dosavadních pomocných biskupů Štefan Sečka, který se funkce ujal v září; do té doby spravoval diecézi jako administrátor dosavadní diecézní biskup František Tondra.
Štefan Sečka zemřel 28. října 2020 v úřadě, od té doby doby byla diecéze vedena diecézním administrátorem Jánem Kubošem. Papež František 8. září 2023 jmenoval biskupem Františka Trstenského, biskupské svěcení přijal 21. října.